# Toni Braxton
Toni Michelle Braxton (Severn, Maryland, 1967. október 7.) többszörös Grammy-díjas amerikai R&B-énekesnő, dalszerző, színésznő. Jellegzetes mély kontraalt hangjáról ismert. Hét Grammy-díjat kapott és világszerte több mint negyvenmillió albuma kelt el. Legsikeresebb száma az Un-Break My Heart, ami a Billboard slágerlista történetében női előadótól a második legtöbb példányszámban elkelt kislemez.
1993-ban megjelent első albuma, a Toni Braxton a Billboard 200 albumslágerlista első helyére került. Ezt a sikert megismételte második albuma, a Secrets is, amin legismertebb dala, az Un-Break My Heart szerepelt, majd harmadik, The Heat című, hiphoposabb hangzású nagylemeze is. More Than a Woman című stúdióalbuma megjelenése után megvált az Arista lemezkiadótól, és a Blackgroundhoz szerződött le, ahol egy albuma jelent meg, a Libra, 2005-ben. Legújabb albuma Pulse címmel jelent meg, 2010-ben.

## Élete

### A korai évek
Michael Braxton tiszteletes és Evelyn Braxton opera-énekesnő hat gyermeke közül a legidősebbként született, egy öccse és négy húga van. Szüleitől szigorú keresztény nevelést kapott, eleinte a popzenét sem nézték jó szemmel otthonukban, anyjuk azonban hamar felismerte gyermekei zenei tehetségét. Toni és testvérei először a templomi kórusban kezdtek énekelni. Braxton a Bowie State Universityre járt, tanár szakra, de az éneklés mellett döntött, amikor William E. Pettaway Jr. felfedezte, miközben Braxton egy benzinkútnál tankolás közben énekelt.

### The Braxtons (1989–1991)
Toni és húgai, Traci, Trina, Towanda és Tamar az 1980-as évek végén megalapították együttesüket The Braxtons néven. 1989-ben leszerződtették őket az Arista Recordshoz. 1990-ben megjelent Good Life című kislemezük, mely nem aratott különösebb sikert, de két neves producer, Antonio „L.A.” Reid és Kenneth „Babyface” Edmonds figyelmét felkeltette. Reid és Babyface ebben az időben írtak egy dalt Eddie Murphy Boomerang című filmje számára, és úgy tervezték, hogy Anita Baker énekli majd, ő azonban ebben az időben gyermeket várt, így lemondott a dalról és javasolta, hogy a hozzá hasonlóan mély hangú Toni Braxton énekelje el. A dal, a Love Shoulda Brought You Home így Toni első kislemeze lett, és a Boomerang filmzenén kívül felkerült első szólóalbumára is. A filmzenealbum számára készült egy másik dala is, egy duett Babyface-szel, a Give U My Heart, ez is megjelent kislemezen, Braxton albumára azonban nem került fel, csak a 2003-ban kiadott válogatásalbumára.
Braxtont leszerződtette az Aristával kapcsolatban álló LaFace Records, és elkezdtek dolgozni első szólóalbumán.

### Az első album (1993–1995)
1993. július 13-án megjelent Braxton első albuma, Toni Braxton címmel. Producerei Reid, Babyface és Daryl Simmons voltak. Az album listavezető lett a Billboard 200-on, és számos kislemez jelent meg róla: az Another Sad Love Song, ami 7. lett a Billboard Hot 100-on és 2. a Billboard Hot R&B/Hip-Hop Singles & Tracks slágerlistán, a Breathe Again, ami mindkét listán a top 5-be került és 2. lett a brit slágerlistán, a You Mean the World to Me, a Seven Whole Days és a How Many Ways.
Az album három Grammy-díjat nyert: a legjobb új előadónak járót, valamint a legjobb női R&B-előadóét két egymást követő évben, 1994-ben és 1995-ben. Szintén háromszor nyerte el az American Music Awardot: 1994-ben a kedvenc soul/R&B album és a kedvenc új adult contemporary előadó kategóriában, 1995-ben pedig a kedvenc soul/R&B album kategóriában. A Toni Braxton album az Egyesült Államokban nyolcszoros platinalemez lett, világszerte pedig több mint 15 milliót adtak el belőle.

### Secrets(1996–1998)
Braxton 1996-ban jelentette meg második, máig legsikeresebb albumát, Secrets címmel. Babyface mellett R. Kellyvel, Tony Rich-csel és David Fosterrel dolgozott rajta. Braxton az album társproducere is volt, és a dalok közül kettőnek a társszerzője is (az egyik a kislemezen is megjelent How Could an Angel Break My Heart).
Az album a Billboard 200 slágerlista második helyéig jutott, első kislemeze, a You’re Makin’ Me High pedig Braxton első listavezető száma lett a Billboard Hot 100 Singles listán. A szám két hétig az R&B kislemezek slágerlistáját is vezette, és Európában, valamint Ázsiában is nagy sikert aratott. A második kislemez, a Diane Warren által írt Un-Break My Heart Braxton legsikeresebb és máig legismertebb száma lett, tizenegy hétig vezette a Hot 100 és a Hot Dance Singles listákat, valamint négy hétig a Hot Dance Music/Club Play listát, a brit slágerlistán pedig a második helyezést érte el. A Billboard történetében női előadótól ez a második legnagyobb példányszámban elkelt kislemez (Whitney Houston I Will Always Love You című dala után).
Az albumról két további kislemez jelent meg, az I Don’t Want To/I Love Me Some Him, ami első helyre került a Hot Dance Music/Club Play slágerlistán, illetve a How Could an Angel Break My Heart, amelynek kislemezen a Kenny G-vel felvett duettváltozata jelent meg. Braxton később turnézott is Kennyvel. Az album egyik dala, a Let It Flow felkerült Az igazira várva című film filmzenealbumára.
A Secrets 92 hetet töltött az amerikai albumslágerlistán, és nyolcszoros platinalemez lett. Világszerte több mint húszmillió példányban kelt el. Braxton több év végi összesített Billboard-lista elejére is került: Top Hot 100 Singles Artist – Female, Top R&B Artist – Female (singles and albums), Top Hot R&B Singles Artist – Female, Top Hot Dance Club Play Artist és Top Hot Adult Contemporary Artist listákat vezette, az Un-Break My Heart pedig a Top Hot Dance Club Play Single és Top Hot Adult Contemporary Track címeket nyerte el. Braxton két Grammy-díjat nyert az albummal, a legjobb női popelőadó és a legjobb női R&B előadó kategóriában, valamint két American Music Awardot, a kedvenc női soul/R&B előadó és a kedvenc soul/R&B album kategóriában.

### The Heat(1998–2001)
1998-ban Braxton csődbe került, és több személyes tárgyát is elárverezték, közte több díjat, amit elnyert. Ebben az időben Belle szerepét játszotta A szépség és a szörnyeteg musicalváltozatában a Broadwayen. 1999-re megoldódtak a jogi problémák közte és lemezcége közt, és új lemezszerződést kapott, 25 millió dollár értékben, de későbbi albumai kevésbé lettek sikeresek.
2000 januárjában megjelent Braxton új albumának, a The Heatnek első kislemeze, a He Wasn’t Man Enough. Júniusra a dal, Braxton egyik legsikeresebb száma a Hot 100 Billboard-lista második helyére került, videóklipje, melyben Robin Givens színésznő is szerepelt, két MTV Video Music Award-jelölést kapott (legjobb videóklip női előadótól, illetve legjobb R&B videóklip kategóriában), illetve jelölték a Billboard Music Video Awardra is az év legjobb R&B videóklipje kategóriában.
2000. április 25-én megjelent maga az album is, melyen Braxton újra Babyface-szel és Fosterrel dolgozott, valamint Rodney Jerkinsszel, illetve új barátjával, Keri Lewisszal, akivel 1997-ben találkozott, amikor Lewis együttese, a Mint Condition Braxton előzenekara volt. A The Heat felvétele során Braxton lényegesen nagyobb szerepet vállalt a dalok szerzésében, mint eddig. Több dalnak a társszerzője volt. A Gimme Some című dalban a TLC egyik tagja, Lisa „Left-Eye” Lopes rappel.
Az album a Billboard 200 második helyén debütált, és az első héten 205 000-et adtak el belőle. Tizenöt egymást követő héten át maradt a Top 20-ban. A második kislemez, a Just Be a Man About It a 32. helyre került a Billboard Hot 100 listán és a 6. helyre az R&B-listán, a harmadik, a Diane Warren által írt Spanish Guitar pedig a 98. helyig jutott a Hot 100-on és listavezető lett a Hot Dance & Club slágerlistán. A negyedik kislemez, a Maybe a 74. lett az R&B-slágerlistán. Az év végére az album platinalemez lett az USA-ban, több mint egymillió példányban kelt el.
Braxton ismét listavezető lett több év végi Billboard-listán is (Top R&B/Hip-Hop Artist – Female, Top R&B/Hip-Hop Album Artist – Female, Top Hot R&B/Hip-Hop Singles & Tracks Artist – Female). 2000-ben elnyerte a Soul Train Awardson az Aretha Franklin-díjat is az év előadója kategóriában, 2001-ben pedig Grammy-díjat kapott a legjobb női R&B előadó kategóriában a He Wasn’t Man Enoughért. Az albumot a legjobb R&B-album kategóriában is jelölték. A 2001-es American Music Awards díjkiosztón már harmadszor nyerte el Braxton-album a legjobb R&B/soulalbumnak járó díjat.
2001. április 21-én Braxton feleségül ment Keri Lewishez, december 2-án pedig megszületett fiuk, Denham. 2001 végén Braxton egy karácsonyi albumot jelentetett meg Snowflakes címmel. 2002-ben, miközben negyedik stúdióalbumának felvételeire készült, Braxton rájött, hogy ismét gyermeket vár, és mivel tudta, hogy így nem tudja majd megfelelően reklámozni az albumot, kérte a lemezkiadótól, hogy halasszák el a megjelenést, ők azonban erre nem voltak hajlandóak, és az album a tervezett időben jelent meg, 2002 novemberében. Az albumot nem reklámozták kellőképpen, és Braxton, aki veszélyeztetett terhessége miatt ágyhoz volt kötve, megharagudott a lemezcégre, amiért ilyen lehetetlen helyzetbe hozták.

### More Than a Woman(2002–2004)
2002 novemberében megjelent Braxton negyedik stúdióalbuma, a More Than a Woman. Az album stílusváltást jelentett: sokkal inkább hiphop-jellegű, mint az előzőek. A nem megfelelő promóció miatt az album nem aratott nagy sikert Braxton korábbi albumaihoz képest. A Billboard-lista 13. helyén debütált, az első héten 97 000-et adtak el belőle. Első kislemeze, a Hit the Freeway csak a 86. helyig jutott a Hot 100 listán, az ezt követő két kislemez (A Better Man; Lies, Lies, Lies) pedig fel se kerültek a listára. Az albumból az USA-ban 435 000 kelt el.
Az album megjelenése előtt Braxton vitába keveredett Irv Gotti producerrel, aki lejátszotta a rádióban az album első kislemezdalának szánt No More Love befejezetlen változatát. Braxton levette a dalt az albumról. Braxton úgy tervezte, a Me & My Boyfriend című dalt is kiadja kislemezen, ehhez Tupac Shakur egy számából használt fel részletet, nem sokkal a dal tervezett megjelenése előtt azonban Jay-Z ugyanezt a dalrészletet használta fel ‘03 Bonnie & Clyde című számához. Braxton nemtetszését fejezte ki efölött egy rádióinterjúban. Jay-Z tagadta, hogy tudott volna Braxton terveiről.
2003. március 31-én megszületett Braxton és Lewis második fia, Diezel Ky Braxton-Lewis. A gyermeket 2006 októberében autizmussal diagnosztizálták.
2003 áprilisában Braxton otthagyta eddigi lemezkiadóját, ahol tizennégy évet töltött, és a Blackgroundhoz szerződött le, ami akkori menedzserének, Barry Hankersonnak a kiadója. Itt jelentette meg ötödik stúdióalbumát, Libra címmel.

### Libra
2005 áprilisában megjelent az új album első kislemeze, a Please, és bár a Billboard Hot 100-ba nem került be, az R&B/Hip-Hop listán a 36. helyre került. Magát az albumot eredetileg júniusban akarták megjelentetni, de a megjelenést többször elhalasztották, végül szeptember 27-én jelent meg. A Libra című albumot éppúgy nem reklámozták megfelelően, mint a More Than a Womant, ennek ellenére a Billboard 200 negyedik helyén nyitott, és az első héten 114 593-at adtak el belőle. Az R&B/Hip-Hop albumok listáján a 2. helyre került, és november 4-én aranylemez lett. Ez egy alig reklámozott albumtól szép eredmény, Braxton korábbi albumaihoz képest azonban csalódásnak minősült.  Az albumról megjelent második kislemezt, a  Trippin’ (That’s the Way Love Works) címűt kevesebbet játszották a rádiók, és nem aratott nagy sikert, többek közt azért is, mert nem készült hozzá videóklip. A R&B/Hip-Hop slágerlistán a 67. helyig jutott. A rajongók remélték, hogy harmadik kislemezként megjelenik az I Wanna Be (Your Baby), de erre nem került sor. Az album 2005 végén aranylemez minősítést kapott, és összesen 431 000 példányban kelt el.
Braxton az Il Divóval közösen felvette a The Time of Our Lives című dalt, ami a 2006-os FIFA Világbajnokság himnusza lett, és június 9-én, a bajnokság kezdetekor előadták Berlinben. A bajnokság végén is előadták, ezzel ők lettek az első előadók, akiket a nyitó- és záróceremónián is felkértek, hogy lépjenek fel. A dal Németországban a slágerlista 17. helyére került. A sikeren felbuzdulva az Edel Records Németországban újra megjelentette az albumot, az új dallal és új borítóval.
Braxton fellépett az American Idol tehetségkutató műsor ötödik évadjának utolsó epizódjában. Elvis Presley In the Ghetto című dalát adta elő Taylor Hicksszel, aki megnyerte a tehetségkutatót.

### 2006–2008:Toni Braxton: Revealed,pereskedés ésDancing with the Stars
2006. május 19-én a Las Vegas-i Flamingo Hotel and Casino bejelentette, hogy Wayne Newton helyett augusztus 3-tól Braxton lép fel rendszeresen a kaszinóban. Műsorát, a Toni Braxton: Revealedet hetente hat este adja elő, 2007 márciusáig, amit később augusztusig meghosszabbítottak. Afroamerikai előadótól ez lett az első vegasi műsor, ami a tíz legnépszerűbb közé került. Sikere miatt 2008 augusztusáig meghosszabbították, de miután Braxton mellkasi fájdalmai miatt 2008 áprilisában kórházba került, a fellépéseket szüneteltette, majd végleg lemondta.
Braxton közben felbontotta szerződését a Blackgrounddal, miután több vitába is keveredett Barry Hankerson menedzserrel. 2007. január 12-én az énekesnő tízmillió dollárra beperelte Hankersont a manhattani bíróságon. Csalással és megtévesztéssel vádolta a menedzsert, valamint azzal, hogy tönkretette az énekesnő kapcsolatát az Arista Records-szal. Braxton szerint Hankerson saját üzleti érdekeit az övé elé helyezte, és állítólag azt mondta az Arista Recordsnak, hogy az énekesnő nem akar velük dolgozni többé, míg Braxtonnal azt hitette el, hogy a kiadó nem akarja őt. Braxton azzal is vádolta Hankersont, hogy kérése ellenére sem küldött neki másolatot egyes elszámolási dokumentumokból, hazudott az ő nevében kötött egyezségekről és nem volt hajlandó információt nyújtani róla más menedzsereknek, akiket Braxton alkalmazni akart. Végül Braxton visszafizette Hankersonnak a 375 000 dolláros előleget, amit kapott tőle, és következő albuma bevételéből is százalékot ígért neki, Hankerson pedig hajlandó volt felbontani a Braxtonnal kötött szerződését. Az egyezség korlátozta azoknak a cégeknek a számát, amelyekkel az énekesnő leszerződhet.
2008 augusztusának elején több weboldal, köztük a TMZ.com és az In Touch Weekly magazin is bejelentette, hogy Braxton szerepelni fog a Dancing with the Stars tévésorozat hetedik évadjában. Ezt augusztus 25-én a Good Morning America is megerősítette, azzal együtt, hogy az énekesnő partnere Alec Mazo lesz.

### 2008–jelenleg:Pulse
2008 októberében bejelentették, hogy Braxton szerződést kötött az Atlantic Recordsszal. A Jet magazin novemberi számában az énekesnő beszélt a Dancing with the Starsról és fia autizmusáról is, megemlítette új lemezszerződését és nemsokára megjelenő új kislemezét is. Kijelentette, hogy a CD valamikor 2009-ben fog megjelenni, és célzott arra is, hogy főzőműsorban fog szerepelni a Dancing with the Stars egy másik versenyzőjével, Rocco DiSpiritóval.
Yesterday című számát 2009. szeptember 11-én mutatták be, a dalban Trey Songz is közreműködik. Ez lett Braxton hatodik stúdióalbuma, a Pulse első kislemeze. A Yesterday a 96. helyen nyitott az amerikai Billboard Hot R&B/Hip-Hop Songs slágerlistán. 2010. január 2-án hatalmasat ugrott, és elérte a 12. helyet, amivel Toni legnagyobb sikere lett a 2000-ben megjelent Just Be a Man About It óta, ami a 6. helyig jutott.
Szeptember 17-én Toni bejelentette, hogy az albumon 12 dal fog szerepelni, közte talán a korábban kiszivárgott dalok némelyike is. Az album 2010. május 4-én jelent meg az USA-ban, míg az Egyesült Királyságban a megjelenési dátum 2010. május 10-e volt. Január 29-én az énekesnő hivatalos weboldalán két újabb dal is megjelent: a Hands Tied és a Make My Heart. Később mindkét dal megjelent kislemezen is.
A január 12-ei haiti földrengés áldozatainak megsegítésére több világhírű énekes, köztük Toni szereplésével újra kiadták az 1985-ben megjelent We Are the World című dalt. A We Are the World 25 for Haiti változatot február 1-jén vették fel.

## Színészi pályafutása
Braxton két Broadway-produkcióban is fellépett: 1998-ban a Szépség és a Szörnyetegben Belle szerepében és 2003-ban az Aida címszerepében. A Broadwayen ő volt mindeddig az egyetlen színes bőrű Belle (az Egyesült Királyságban, a West Enden Michelle Gayle is játszotta), egyben ez volt az első alkalom, hogy színes bőrű főszereplője van egy Disney-musicalnek. 2001-ben szerepelt először filmben, a Békés családi tűzfészek című vígjátékban LL Cool J, Jada Pinkett Smith és Vivica A. Fox oldalán. 2005 augusztusában bejelentette, hogy 2006-ban szerepelni fog egy új szituációs komédia első epizódjában a The WB csatornán, de a csatorna 2006 őszén egy másik csatornába olvadva megszűnt, és a sorozat nem készült el. Braxton szerepelt a Kevin Hill című szituációs komédiában. 2010-ben mutatják be új filmjét, a The Oogieloves in the Big Balloon Adventure-t, melyben Jaime Pressly és Cloris Leachman mellett szerepel. Braxton egy Rosalie Rosebud nevű énekest játszik, akinek sztárallűrjei közé tartozik többek közt, hogy több mint 200 csomaggal utazik. Rosalie-t állítólag Mariah Careytől mintázták.

## Magánélete
Braxton 1997-98-ban Curtis Martin labdarúgóval járt, majd találkozott Keri Lewis zenésszel, akinek együttese, a Mint Condition Braxton előzenekara volt akkori turnéján. 2001. április 21-én összeházasodtak, december 2-án pedig megszületett első fiuk, Denham Cole Braxton-Lewis. Második fiuk, Diesel Ky 2003. március 31-én született.
A Las Vegas-i Flamingóban 2006 októberében adott koncertjén Braxton könnyekben tört ki, amikor elmondta, hogy kisebbik fiát nemrég autizmussal diagnosztizálták. Braxton úgy véli, ha korábban diagnosztizálták volna a betegséget, segíteni lehetett volna a gyermeken, emiatt az orvosát okolja fia állapotáért. 2007 eleje óta Braxton az Autism Speaks szervezet egyik képviselője, ezenkívül az American Heart Associationé is.
2007 augusztusában elterjedt a hír, hogy Braxtont mellrákkal diagnosztizálták. Az énekesnő az Access Hollywood műsorában kijelentette, hogy ez nem igaz. 2008-ban eltávolítottak a melléből egy jóindulatú daganatot.
2008. április 8-án rövid időre kórházba került. Majdnem két éve tartó vegasi (Flamingo Hotel) fellépéssorozatát, amely augusztus 23-án ért volna véget, hátralévő koncertjeit lemondta. Később, amikor fellépett a Dancing with the Stars műsor hetedik évadjában, elmondta, hogy mikrovaszkuláris anginával műtötték.
2009 novemberében bejelentette, hogy férje és ő különváltak.

## Diszkográfia
| Stúdióalbumok - Toni Braxton (1993) - Secrets (1996) - The Heat (2000) - Snowflakes (2001) - More Than a Woman (2002) - Libra (2005) - Pulse (2010) - Chapter VIII: The Encore of a Gemstone (2013) | Egyéb albumok - Ultimate Toni Braxton (válogatásalbum, 2003) - Platinum & Gold (válogatásalbum, 2004) - Un-Break My Heart: The Remix Collection (2005) - The Essential Toni Braxton (válogatásalbum, 2007) |

## Lásd még
- Toni Braxton dalainak listája